# 哈查鲁·洪德萨
哈查鲁·洪德萨（1986年—2020年6月29日），埃塞俄比亚奥罗莫人，流行歌歌手。
2020年6月29日晚，哈查鲁·洪德萨在埃塞俄比亚首都亚的斯亚贝巴受到枪击，送医途中逝世。哈查鲁·洪德萨之死在埃塞俄比亚掀起了大规模的游行和骚乱。为控制事态，埃塞俄比亚政府自6月30日切断了大部分地区的互联网。截至7月9日，骚乱已造成239人死亡。埃塞俄比亚总检察长称，三名凶手中已有两名被抓，另一名在逃，这起谋杀与奥罗莫解放阵线有关，意在推翻埃塞俄比亚总理阿比·艾哈迈德。